# Entoloma vernum
Entoloma vernum Lundell, 1937 è un fungo velenoso basidiomicete saprofita del genere Entoloma, a sua volta appartenente alla famiglia delle Entolomataceae.

## Descrizione
Il cappello ha un diametro di 3-6 cm, è tenero e sottile con il bordo spesso rivolto verso il gambo e frastagliato; prima è conico, poi piramidale, poi completamente disteso, spesso fortemente umbonato nonché occasionalmente leggermente striato. La cuticola è liscia e vellutata, con sottili fibrille radiali. La colorazione varia tra marrone scuro con sfumature olivastre e grigio-brunastro.
Le lamelle sono piuttosto fisse, convesse, arrotondate verso la base del cappello, con numerose creste interlamellari di colore grigio-rosaceo; sono biancastre negli esemplari giovani, più rosate in quelli vecchi.
La gambo è lungo 3-8 (10) cm e spesso 0,4-0,8 cm, cilindrico, rigido, di consistenza fibrosa e con piccoli solchi longitudinali; dello stesso colore del capello, ha filamenti biancastri del micelio verso la base.
La carne è acquosa, tenera, lievemente fibrosa e di colore bianco-grigio. Il fungo ha un sapore tenue ma gradevole, mentre il suo odore è quasi impercettibile.
All'analisi microscopica, E. vernum mostra spore di 9-12 per 7-9 micrometri, di forma poligonale (con 4-6 vertici), lievemente ellissoidali; la sporata è di colore rosa.

## Distribuzione e habitat
È relativamente comune nelle foreste di conifere o miste (con eventuale presenza di latifoglie), ma anche nelle radure e nei prati; fruttifera in collina e in montagna, prediligendo i mesi da marzo a giugno.

## Commestibilità
Entoloma vernum è un fungo altamente tossico, ma non letale, del genere Entoloma che provoca nausea e vomito, coliche addominali acute, diarrea e sintomi sistemici, quali cefalea e vertigini. I sintomi dell'intossicazione esordiscono da 15 minuti a 2 ore dopo il consumo del fungo. Si sospetta che la causa dell'avvelenamento siano un glicovinile (di formula C4H7NO2) e alcune sostanze alcaloidi. Inoltre, E. vernum presenta concentrazioni più elevate di metalli come rame, zinco, mercurio e arsenico rispetto ad altre specie filogeneticamente e morfologicamente affini.